# Batuíra-de-papo-ferrugíneo
Borrelho-de-garganta-ruiva ou batuíra-de-papo-ferrugíneo (nome científico: Oreopholus ruficollis) é uma espécie de maçarico da família dos caradriídeos. É a única espécie do gênero Oreopholus.
A ave se reproduz nos Andes, na Argentina, Bolívia, Chile e Peru. Migrantes não reprodutores atingem o Equador, Brasil e Uruguai e é considerada vagante nas ilhas Malvinas. Os seus habitats naturais são: matagal tropical ou subtropical seco, vegetação temperada, de alta altitude tropical ou subtropical.

## Subespécies
São reconhecidas duas subespécies:
- Oreopholus ruficollis ruficollis (Wagler, 1829) - ocorre da região costeira central do Peru até a Terra do Fogo; no inverno atinge o sul do Brasil;
- Oreopholus ruficollis pallidus (Carriker, 1935) - ocorre no litoral árido do sudoeste do Equador e do norte do Peru.